# Tricia Brown
 Tricia Brown, née le 14 mars 1979, est une joueuse australienne de rugby à XV, de 1,65 m pour 64 kg, occupant le poste de centre pour l'équipe de University (province de Queensland) et en sélection nationale pour l'équipe d'Australie.
Elle a disputé la Coupe du monde de rugby à XV féminine 2006 où elle a notamment inscrit 3 essais le 31 août pour le premier match contre l'Afrique du Sud.
Elle a également évolué au plus haut niveau en cricket.

## Parcours
- University (province de Queensland)   Australie

## Palmarès
- Sélections en équipe d'Australie.
- Participation à la Coupe du monde 2006